# Patricio Fernández
Patricio Herman Fernández Chadwick (Santiago, 21 de septiembre de 1969) es un escritor, periodista y analista político chileno. Fue miembro de la Convención Constitucional, órgano encargado de redactar una propuesta de Constitución para Chile.
Es el fundador y exdirector del semanario The Clinic, autor de las novelas Ferrantes (2001) y Los Nenes (2008), además de La Calle me Distrajo Diarios 2009-2011 (2012), Cuba. Viaje al Fin de la Revolución (2018) y Sobre la Marcha. Notas Acerca del Estallido Social en Chile (2020).

## Biografía
Es hijo de Patricio Fernández Barros, casado con María Paula Chadwick Piñera, y a través de ella es nieto de Herman Chadwick Valdés, por lo tanto sobrino de Herman y Andrés Chadwick Piñera.
Estudió Literatura y Filosofía en la Universidad Católica de Chile, y posteriormente Historia del Arte Renacentista en la Universidad de Florencia. En 1998, tras el arresto de Augusto Pinochet en Londres, fundó el semanario satírico The Clinic, invocando el nombre de la clínica donde fue detenido el exdictador, y más tarde el portal The Clinic Online.
Es panelista de Mesa Central en Tele13 Radio e invitado frecuente en programas de análisis de la contingencia nacional. Sus columnas de opinión y reportajes acerca de distintos temas del acontecer latinoamericano lo han convertido en una de las voces más reconocidas y respetadas en la región. Entre 2015 fue designado miembro del Consejo Ciudadano de Observadores del proceso constituyente iniciado durante el segundo gobierno de Michelle Bachelet.
Se inscribió como candidato independiente en un cupo por el Partido Liberal a las elecciones de convencionales constituyentes de 2021, en el distrito 11 (Las Condes, Vitacura, Lo Barnechea, La Reina y Peñalolén), formando parte del pacto Lista del Apruebo. Resultó elegido en los comicios del 15 y 16 de mayo. Fernández integró la comisión transitoria de Comunicaciones, Información y Transparencia, donde fue elegido coordinador de dicha instancia junto a Loreto Vallejos. Tras la aprobación del reglamento de la Convención, en octubre de 2021, Fernández se incorporó a la comisión temática de Derechos Fundamentales.
Tras su paso por la Convención Constitucional, asumió como asesor presidencial del gobierno de Gabriel Boric para la conmemoración de los 50 años del golpe de Estado del 11 de septiembre de 1973. Más tarde, en junio de 2023, fue criticado por diferentes organizaciones defensoras de los derechos humanos, así como por varios parlamentarios del oficialismo, que lo acusaron de relativizar el golpe de Estado durante un programa radial en el que participó. En consecuencia, el 5 de julio presentó su renuncia al cargo ante el presidente Gabriel Boric.

## Libros publicados
- 2000: Ferrantes (Ed. Mondadori).
- 2008: Los nenes (Ed. Anagrama).
- 2012: La calle me distrajo. Diarios 2009-2012 (Mondadori).
- 2018: Cuba, viaje al fin de la revolución (Ed. Debate).
- 2020: Sobre la Marcha. Notas acerca del Estallido Social en Chile (Ed. Debate).

## Historial electoral

### Elecciones de convencionales constituyentes de 2021
- Elecciones de convencionales constituyentes por el distrito 11 (Peñalolén, Las Condes, La Reina, Vitacura y Lo Barnechea), Región Metropolitana[9]

| Candidato                   | Pacto                          | Partido | Votos  | %     | Resultado                  |
| --------------------------- | ------------------------------ | ------- | ------ | ----- | -------------------------- |
| Marcela Cubillos Sigall     | Vamos por Chile                | ILXP    | 84 055 | 21,85 | Convencional constituyente |
| Hernán Larraín Matte        | Vamos por Chile                | Evopoli | 29 373 | 7,63  | Convencional constituyente |
| Constanza Schonhaut Soto    | Apruebo Dignidad               | CS      | 21 536 | 5,60  | Convencional constituyente |
| Constanza Hube Portus       | Vamos por Chile                | UDI     | 18 804 | 4,89  | Convencional constituyente |
| Bernardo Fontaine Talavera  | Vamos por Chile                | ILXP    | 16 745 | 4,35  | Convencional constituyente |
| Soledad Mella Vidal         | La Lista del Pueblo            | ILXT    | 12 839 | 3,34  |                            |
| Paulina Kantor Pupkin       | Vamos por Chile                | Evopoli | 12 453 | 3,24  |                            |
| Patricio Fernández Chadwick | Lista del Apruebo              | Ind-PL  | 11 886 | 3,09  | Convencional constituyente |
| Sara Larraín Ruiz-Tagle     | Lista del Apruebo              | ILYB    | 11 320 | 2,95  |                            |
| Henry Boys Loeb             | Independiente (Fuera de Pacto) | Ind.    | 11 022 | 2,87  |                            |
| Mariana Aylwin Oyarzún      | Independientes por Chile       | ILZY    | 10 690 | 2,78  |                            |
| Carolina Pérez Dattari      | Apruebo Dignidad               | RD      | 4393   | 1,14  |                            |
| Javiera Toro Cáceres        | Apruebo Dignidad               | COM     | 4389   | 1,14  |                            |